# Plein

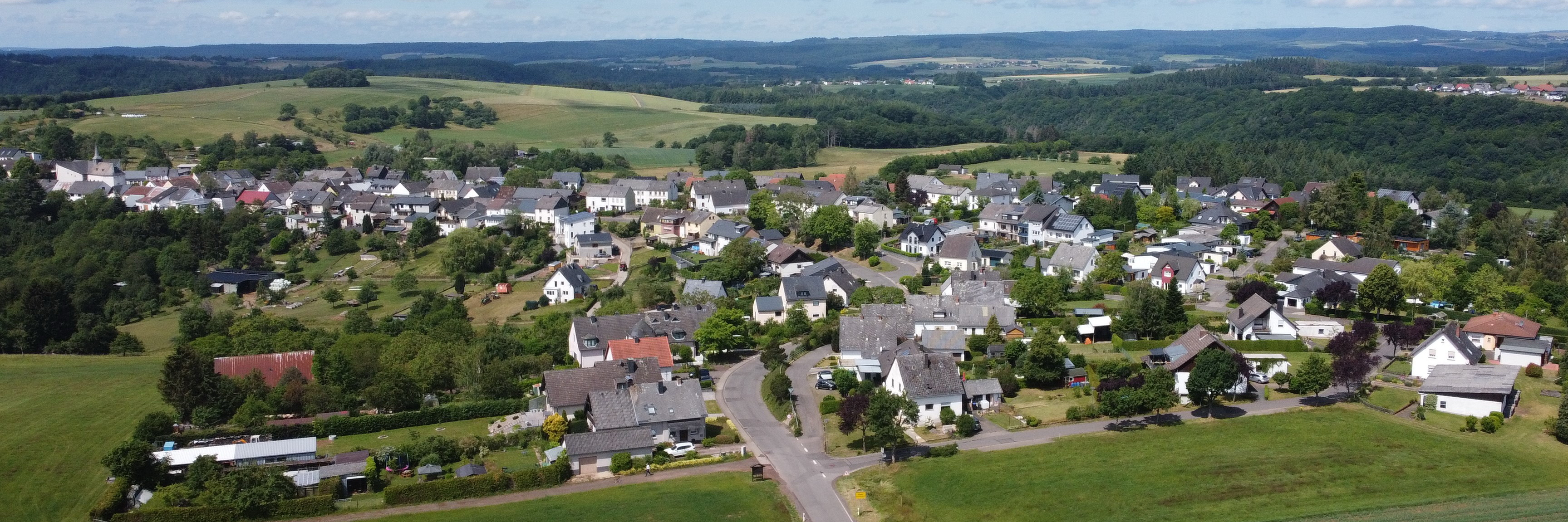
Plein, Ortslage aus der Vogelperspektive (2020)

Plein ist eine Ortsgemeinde im Landkreis Bernkastel-Wittlich in Rheinland-Pfalz. Sie gehört der Verbandsgemeinde Wittlich-Land an.

## Geographie
Plein liegt zwischen Vulkan- und Moseleifel am nördlichen Rand der Wittlicher Senke. Umgrenzt wird das Dorf von Lieser-, Lambach- und Otterbachtal sowie dem Seibertsgraben.
Zur Gemeinde gehören auch die Wohnplätze Alte Pleiner Mühle, Bahnhof Plein, Haus Unkenstein und Hof Holmen.

## Geschichte
Eisenzeitliche Spuren finden sich im Abschnittswall Pleiner Burgberg.
Die erste schriftliche Nennung Pleins (Plyn) in einer Urkunde im Archiv der Fürsten von Metternich, Nr. 553, datiert auf den 27. November 1288. Dieses Schriftstück befindet sich heute im Staatlichen Zentralarchiv Prag und liegt der Ortsgemeinde als beglaubigte Abschrift der verschollenen Original-Urkunde vor.
Plein und Ankes (1715 erstmals Unkenstein genannt) gehörten viele Jahrhunderte zum Kurfürstentum Trier, dessen Erzbischöfe sie einige Male regionalen Herrschern zu Lehen gaben: z. B. 1330 den Herren von Esch, 1476 dem Johann von Orwich genannt Plieck. Die Gerichtshoheit hatten die Grafen der Manderscheider Niederburg bis zum Ende der Feudalzeit.
Mit der Französischen Revolution und deren Eroberungskriegen um die Wende zum 19. Jahrhundert kam Plein unter französische Regierung. Nach dem Untergang der napoleonischen Herrschaft 1815 wurde unsere Region nach dem Wiener Kongress dem Königreich Preußen zugeordnet. Ab 1816 gehörte Plein zum Großherzogtum Niederrhein, ab 1820 zur preußischen Rheinprovinz.
Mit der Schaffung des neuen Bundeslandes zum 1. Dezember 1946 kam Plein wieder zum Amt Wittlich-Land im Kreis Wittlich und, bis zu dessen Auflösung 1999, zum Regierungsbezirk Trier. Seit der Kommunalreform 1969 gehört die Ortsgemeinde zum Kreis Bernkastel-Wittlich und zur Verbandsgemeinde Wittlich-Land.

## Politik

### Bürgermeister
Bernd Rehm ist seit dem 15. Juli 2014 Ortsbürgermeister von Plein. Er wurde im Juni 2024 wiedergewählt.
Rehms Vorgänger Johannes Gerhards hatte das Amt von 2004 bis 2014 ausgeübt.

### Wappen
| Wappen von Plein | Blasonierung: „Unter silbernem Schildhaupt mit drei schwarzen Muscheln (2/1) steht in rotem Feld das silberne Pleiner Viadukt mit vier Pfeilern über einer von links nach rechts sich windenden goldenen Schlange.“ |
| Wappen von Plein | Wappenbegründung: Die Muscheln sind sogenannte Jakobsmuscheln. Die Pilger, die den Jakobsweg gingen, trugen sie als Erkennungszeichen. An Plein führte einer der vielen Jakobswege vorbei.                          |

## Kultur und Sehenswürdigkeiten

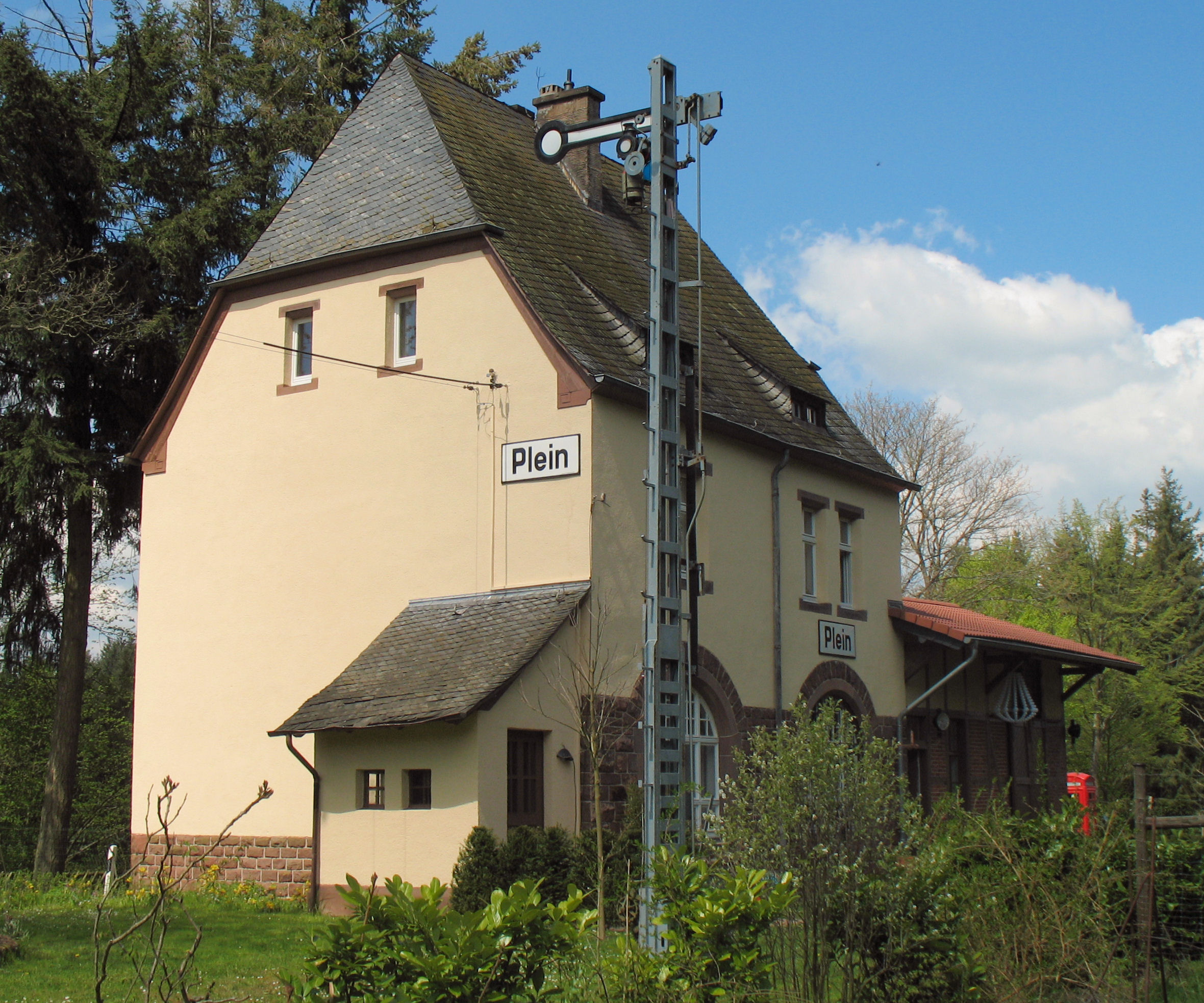
Alter Bahnhof

Der Maare-Mosel-Radweg führt auf der ehemaligen Bahntrasse auf einer Länge von 55 Kilometer auch über das Pleiner Viadukt und durch drei Tunnel. Plein verfügt über Wanderwege und eine Anbindung an den Eifelsteig.
Am südlichen Ortseingang steht die Marienkapelle aus dem 17. Jahrhundert.
Im Liesertal erinnert die Wegekapelle am Unkenstein mit den Jakobsmuscheln auf dem Türsturz an das untergegangene Dorf Ankast; der schon im Mittelalter bekannte Jakobus-Pilgerpfad aus der Eifel über Klausen, Trier-Sankt Matthias nach Santiago de Compostela in Nordspanien führt hier vorbei.
Sehenswert sind ebenfalls das aus dem Jahre 1749 stammende Jakobuskreuz und die Filialkirche Sankt Jakobus aus dem Jahre 1825.
Der ehemalige Bahnhof von Plein wurde detailgetreu saniert und restauriert. Er ist der einzige weitestgehend originalgetreu erhaltene Bahnhof der Maare-Mosel-Strecke und ein Baudenkmal aus der Zeit der Industrialisierung.
Siehe auch:
- Liste der Kulturdenkmäler in Plein
- Liste der Naturdenkmale in Plein